# Rico Rodriguez
Rico Rodriguez, właśc. Emmanuel Rodriguez (ur. 17 października 1934 w Kingston, Jamajka, zm. 4 września 2015 w Londynie) – brytyjski puzonista pochodzący z Jamajki, grający ska, reggae i jazz. Znany też jako Rico lub Reco.
Jako muzyk sesyjny współpracował z wieloma producentami i muzykami min: Coxsonem Doddem, Dandym Livingstonem, Laurelem Aitkenem, Rolandem Alphonso, Derrickiem Harriotem, Derrickem Morganem, Duke'em Reidem, Princem Busterem, Maxem Romeo, Bunnym Lee, Toots and The Maytals, Ras Michaelem, Burning Spearem, Lintonem Kwesi Johnsonem, Steel Pulse, Dennisem Bovellem, Macka B, Mad Professorem, Bad Manners, Lee Perrym, Suggsem, Yellowmanem, Super Furry Animals.
W 1961 roku przeniósł się do Wielkiej Brytanii, gdzie zaczął grać w zespołach reggae (Rico's Combo, Rico & Group, Rico & The Blue Beats, Rico & The Invaders, Rico & His Boys, Reco & His Rhythm Aces, Rico & The Mohawks). Razem ze swoim zespołem Rico and the Rudies nagrał albumy Blow Your Horn i Brixton Cat. W 1976 r. podpisał kontrakt z Island Records i wydał album Man from Wareika (1977) oraz Midnight in Ethiopia (1978). Pod koniec lat siedemdziesiątych nawiązał współpracę z brytyjską grupą "drugiej fali ska" The Specials. Nagrał z nimi pierwsze albumy zespołu Specials (1979), More Specials (1980) oraz In the Studio (1984). Dla wytwórni zespołu 2 Tone Records nagrał dwa albumy solowe That Man Is Forward (1981) oraz Jama Rico (1982).
W latach dziewięćdziesiątych pracował jako muzyk sesyjny. Od 1996 roku grał w zespole Rhythm and Blues Orchestra Joolsa Hollanda. W 2007 roku został kawalerem Orderu Imperium Brytyjskiego (MBE) za zasługi na polu muzyki.

## Wybrana dyskografia solowa
- Reco in Reggaeland (1969)
- Blow Your Horn (1969)
- Brixton Cat
- Man from Wareika (1976)
- Midnight in Ethiopia (1978)
- That Man Is Forward (1981)
- Jama Rico (1982)
- You Must Be Crazy (1994)
- Wonderful World (1995)
- Rising in the East (1995)
- Return from Wareika Hill (1995)
- Rico's Message. Jamaican Jazz (1997)
- Get Up Your Foot (2000)
- Togetherness (2003)
- Going West (2002)
- Wareika Dub (2004)
- Trombone Man (2005)
- JapaRico – Rico Rodriguez Meets Japan (2006)